# Rattle and Hum
Albums de U2
The Joshua Tree
(1987) Achtung Baby
(1991)
Singles
1. Desire
Sortie : 19 septembre 1988
2. Angel of Harlem
Sortie : 1 décembre 1988
3. When Love Comes to Town
Sortie : 3 avril 1989
4. All I Want Is You
Sortie : 12 juin 1989

Rattle and Hum est le sixième album du groupe de rock irlandais U2, publié le 10 octobre 1988 sous le label Island Records. Il est produit par l'américain Jimmy Iovine et mixé par Shelly Yakus, Rob Jacobs, David Tickle, Don Smith et Thom Panunzio. C'est aussi le titre d'un film documentaire sur le groupe réalisé par Phil Joanou, sorti le 27 octobre 1988 en Irlande, le 4 novembre 1988 aux États-Unis et le 23 novembre 1988 en France.
Le disque aux accents roots rock est composé de 17 chansons. Il mêle neuf nouveaux titres enregistrés en studio ainsi que des reprises et morceaux live d'artistes divers ou du propre répertoire de U2 récupérés du Joshua Tree Tour. Cet album a été travaillé aux États-Unis et en Irlande : principalement aux Studio Sun à Memphis mais aussi aux Studios A&M et à Ocean Way à Los Angeles, au Point Depot, à Danesmoat et à STS Studio à Dublin.
Rattle and Hum a été froidement accueilli par la critique, notamment américaine, qui déplore son côté fourre-tout. Le disque a néanmoins été un grand succès commercial avec environ 15 millions d'exemplaires vendus à ce jour. Les quatre singles issus de cet album (Desire, Angel of Harlem, When Love Comes to Town, All I Want Is You) ont été bien classés dans les palmarès musicaux du monde entier. Desire est même le premier single de l'histoire de U2 à se classer no 1 au Royaume-Uni.
Le Lovetown Tour, spectacle promotionnel de Rattle and Hum s'est déroulé en compagnie de la légende du blues B. B. King, du 21 septembre 1989 à Perth en Australie au 10 janvier 1990 à Rotterdam aux Pays-Bas. Le film, quant à lui, a été laminé par la presse et boudé par le public et a été qualifié de désastre,. Néanmoins, pour ses 30 ans, U2 a organisé une projection de Rattle and Hum au Savoy Cinéma à Dublin le 26 octobre 2018.

## Historique

### Contexte
En 1987, U2 connaît un triomphe critique et commercial avec The Joshua Tree. no 1 des deux côtés de l'Atlantique, l'album se vend à 12 millions d'exemplaires dans le monde au cours de l'année. Le groupe se retrouve en couverture du magazine Time, un honneur que seuls les Beatles, Bruce Springsteen et les Who ont connu auparavant. La tournée promotionnelle de l'album, intitulée The Joshua Tree Tour est aussi une réussite, notamment aux États-Unis où l’aura de Bono qui s’impose en leader charismatique, fait des ravages sur scène. Trois millions de spectateurs verront U2 en concert cette année-là. Pour couronner le tout, le groupe reçoit le 2 mars 1988 à New York deux Grammy Awards dont celui du meilleur disque de l'année avec The Joshua Tree.
Arrivés à un tel sommet, « l'histoire de U2 perd de son intérêt » selon Roger de Clek, auteur d'une biographie du groupe en 1994. Il n'y a que leurs réussites sur le plan artistique qui soient encore en mesure de conserver la mèche allumée, car ils perdent leur temps sur le plan personnel. Ils essaient de se cacher du monde et lorsqu'ils réapparaissent c'est dans des tournées monumentales. Le nouveau niveau de célébrité, l'exposition et la nature frénétique de la tournée ont mis U2 sous une grande quantité de stress. Ils étaient insatisfaits sur le plan créatif et Bono pensait qu'ils n'étaient pas musicalement préparés pour leur succès. Le batteur Larry Mullen Junior a déclaré : « Nous étions les plus grands, mais nous n'étions pas les meilleurs ». La tournée a été pour Bono « l'un des pires moments de la vie musicale » de U2. Sur la route, le groupe a dû faire face à des menaces de mort, ainsi qu'aux blessures, à la suite d'une chute, que Bono s'est infligées lors du concert à Washington en septembre 1987. U2 a laissé entendre que le stress de la tournée l'avait amené à apprécier le « style de vie rock and roll » qu'il évitait auparavant.

C'est alors que le groupe se décide à relever un défi : tourner un film. L'idée vient du manager de U2 Paul McGuinness qui propose au groupe de tourner un documentaire original sur leur périple américain. Ainsi, au lieu de sortir un film de concert traditionnel associé à un album live comme c'était le cas avec la vidéo de Red Rocks en 1983, U2 et Paul McGuinness veulent réaliser l'ultime film rock, l'équivalent de Dont Look Back, le long-métrage qui a si bien servi à façonner l'image de Bob Dylan. « Nous aurions pu nous faire beaucoup d'argent pour très peu de travail. C'est ce que font les grands groupes de rock. Ils se remplissent les poches et ils se tirent » déclare Bono.

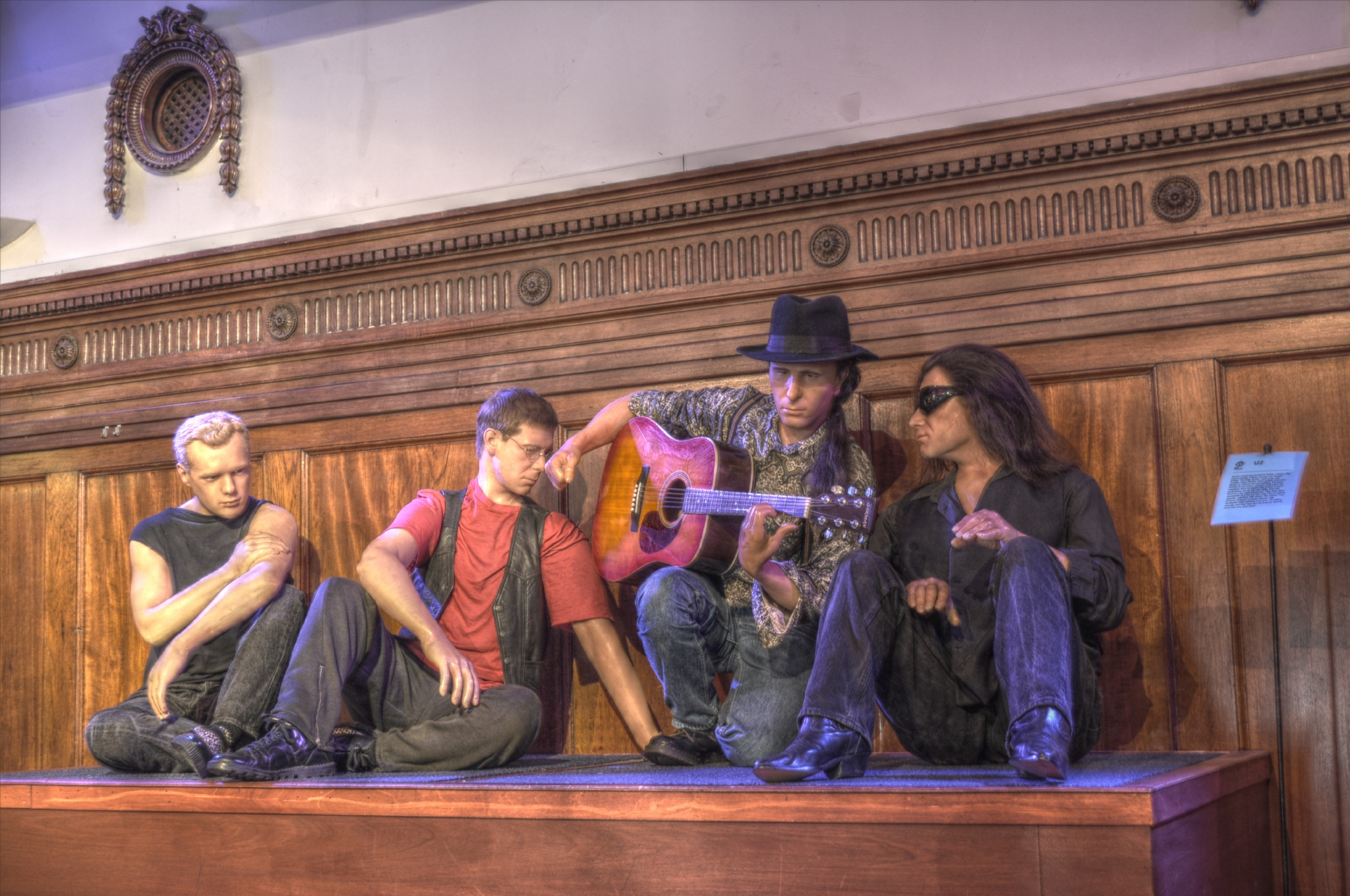
U2 en 1988. Figures de cire au Wax Museum Plus à Dublin.

### Enregistrement et lancement du disque
Le groupe, ambitieux, part donc à Los Angeles au printemps 1988 pour post-produire un film sur leur biographie ainsi qu'un nouveau disque, plus agressif et moins intimiste ou lyrique que les deux précédents. U2 veut aussi à travers cet album, rendre hommage à ses héros noirs américains. Le disque est produit par Jimmy Iovine qui a auparavant travaillé avec U2 sur le live Under a Blood Red Sky en 1983. Ce dernier arrêtera ensuite sa carrière de réalisateur de studio à 35 ans seulement, considèrant qu'il n'est plus dans le coup.
Dans l'esprit de ses concepteurs, le disque doit être une chronique d'une grande tournée avec morceaux live et inédits. Adam Clayton, le bassiste de U2 raconte : « En juin 1988, on est allé à Los Angeles pour finir le mixage son du film et faire ce qui était maintenant devenu un album live avec quelques nouveaux titres en studio. Au début, il devait n'y avoir que cinq ou six nouveaux morceaux [...]. Mais çà a continué d'augmenter et on a fini avec neuf nouveaux titres, bref, à peu de chose près, l'équivalent d'un nouvel album ».

Pour ce pèlerinage musical au pays du rhythm'n'blues, du rock'n'roll et de la country, U2 fait étape aux studios Sun de Memphis pour y enregistrer cinq titres parmi lesquels Love Rescue Me associé à Bob Dylan, Angel of Harlem et When Love Comes to Town avec B. B. King. Les morceaux restants de ces séances chez Sun, She's a Mystery to Me (interprété plus tard par Roy Orbison et inclus dans son album posthume Mystery Girl) et Jésus Christ de Woody Guthrie sont écartés. 

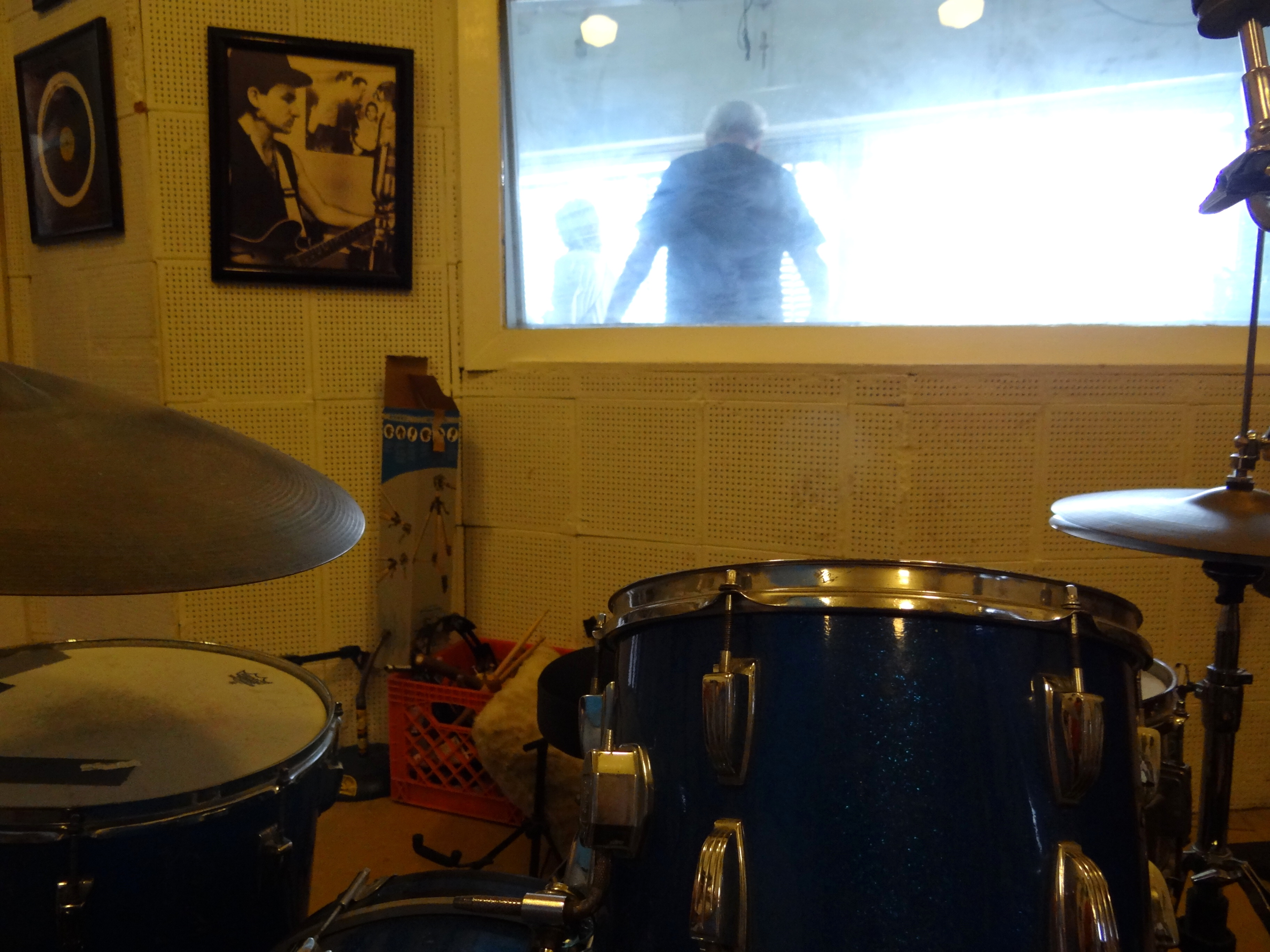
Batterie utilisée par Larry Mullen Junior pendant les sessions d'enregistrement de Rattle and Hum aux studios Sun de Memphis (Tennessee) en 1988.

U2 enregistre les autres chansons de Rattle and Hum à Los Angeles (Hawkmoon 269, All I Want Is You) et à Dublin (Desire et Van Diemen's Land). Le groupe tente même au dernier moment de faire quelque chose de plus moderne (le titre God Part II). Mais, comme le dit The Edge : « il était trop tard pour modifier la nature du disque ». Finalement, neuf titres originaux et huit live composent un disque qui est à la fois un album studio, un récit de voyage et un souvenir de la tournée de 1987 pour The Joshua Tree. Jimmy Iovine en personne, n'est pas certain de la cohérence de l'ensemble.
Des titres supplémentaires, issus des sessions de Rattle and Hum, apparaîtront sur divers singles. Hallelujah Here She Comes est un rock gospel qui sortira en face B de Desire. « Il ne cadrait pas avec l'album » selon The Edge. A Room at the Heartbreak Hotel ("Une chambre à l'hôtel des Cœurs-brisés"), marqué par la présence de choristes et de cuivres, sera publié en face B d' Angel of Harlem. Des reprises d'artistes américains sortiront également en faces B pour les prochains 45 tours. Dancing Barefoot de Patti Smith paraîtra en face B de When Love Comes to Town, tandis que Unchained Melody et Everlasting Love sortiront en faces B d' All I Want Is You.
Précédé un mois avant du single Desire, Rattle and Hum sort le 10 octobre 1988 et devient rapidement l'un des plus controversés de l'histoire du groupe. Le film, quant à lui, est réalisé par le jeune metteur en scène américain Phil Joanou et sort sur les grands écrans le 27 octobre 1988.

## Caractéristiques artistiques

### Analyse du contenu
Rattle and Hum est le disque qui a vu U2 jeter un pont entre le studio et le grand écran, avec quelques collaborations de superstars en cours de route. Il intervient 18 mois après The Joshua Tree qui a réécrit les records de l'industrie et amené le groupe au sommet de sa profession. Influencé par la musique américaine notamment le rock 'n' roll, le gospel et le blues, Rattle and Hum est album hybride composé de 17 chansons d'une durée approximative de 72 minutes. Il est constitué essentiellement d’un mélange de titres live et de neuf nouveaux morceaux enregistrés durant le Joshua Tree Tour dans différents studios américains ou irlandais. Le titre du disque tire son origine d'un passage de Bullet The Blue Sky, quatrième piste de The Joshua Tree : « In the locust wind, comes a rattle and hum... ».

Quatre singles serviront à la promotion de l'album. Desire, enregistré au STS Studios à Dublin est sorti le 19 septembre 1988. C'est un titre aux accents très rhythm and blues inspiré à la fois des Stooges et de Bo Diddley. D'après Bono, « ça parle de luxure, d'ambition et de sexe ». Il s'est classé no 1 en Angleterre et no 3 au Billboard Hot 100. Angel of Harlem, est une chanson soul dédiée à Billie Holiday qui s'est hissée au 1er rang au Canada et en Nouvelle-Zélande et aux 9e et 14e place en Angleterre et aux Etats-Unis. Le groupe américain The Memphis Horns joue les cuivres sur ce titre. When Love Comes to Town, est un Blues rock co-interprété avec le légendaire B. B. King. Dans le texte, il est question de trahison à tous les niveaux. Le morceau s'est classé no 1 en Irlande et no 6 en Angleterre. BB King accompagnera ensuite U2 dans sa tournée Lovetown en Océanie, au Japon et en Europe. Enfin, All I Want Is You qui parle d'une relation amoureuse entre un homme et une femme, de l'engagement et du mariage, connaitra également un succès commercial en juin 1989 avec une première place en Irlande et une quatrième position dans les charts anglais. C'est le cofondateur du groupe Tom Petty and the Heartbreakers, Benmont Tench qui joue du piano sur cette chanson.

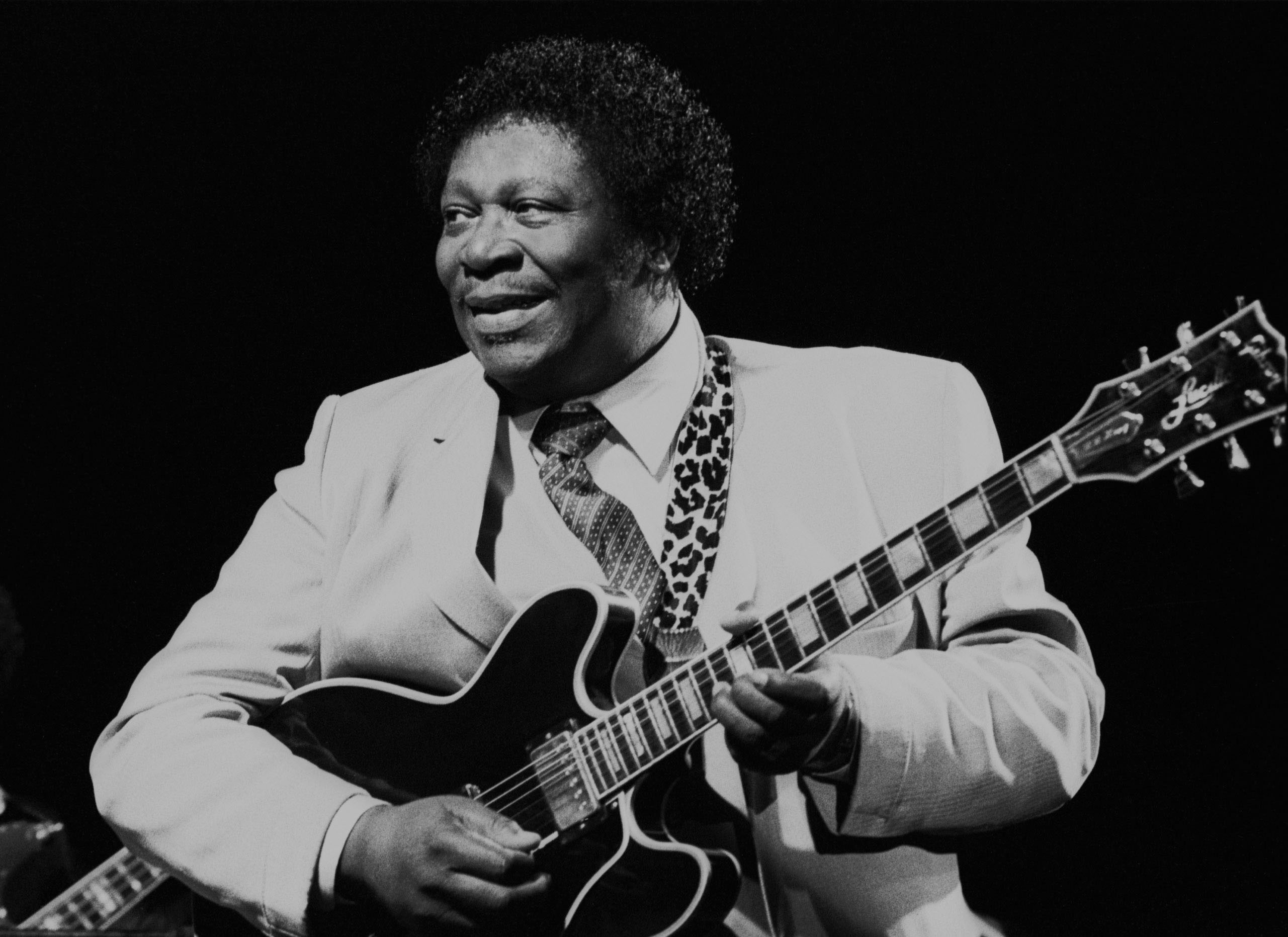
B.B. King en 1985

Parmi les autres titres studios, il y a Van Diemen's Land, enregistré au Point Depot de Dublin, un ancien terminal ferroviaire, reconverti en salle de concert en 1988. C'est un traditionnel air irlandais arrangé et interprété seul par The Edge. C'est la deuxième fois depuis la chanson Seconds, issue de l'album War, que le guitariste de U2 endosse le costume d'interprète. Van Diemen's Land est dédié, dans les crédits, à John Boyle O'Reilly « poète irlandais déporté en Australie à cause de sa poésie ». Hawkmoon 269, a été enregistré au Sunset Sound à Hollywood. Il a fallu trois semaines de travail dont 269 mixages pour voir ce titre aboutir. Le nom de la chanson serait aussi une référence à une œuvre de l'écrivain Sam Shepard intitulée Hawk Moon (publiée en 1981) et le chiffre 269, étant le numéro d'une chambre de Motel.
Love Rescue Me, titre aux sonorités country enregistré aux studios Sun de Memphis, est co-écrit par Bono et Bob Dylan. Le morceau parle d'un homme vers lequel les gens se tournent sans cesse comme s'il était un sauveur, alors que sa propre vie part à vau-l'eau et qu'il aurait bien besoin d'un sauveur lui-même. Heartland, avec Brian Eno aux claviers, est né d'un voyage aux Etats-Unis que Bono et Adam Clayton ont fait. Travaillée dès les sessions de The Unforgettable Fire, cette balade atmosphérique est une déclaration d'amour à une Amérique idéalisée. Enfin, le rock alternatif God Part II est d'après Bono un hommage à la chanson God de John Lennon. Le chanteur de U2 pense qu'elle est hors-sujet par rapport à Rattle and Hum. Sa noirceur annonce déjà Achtung Baby.
Au programme de cet album, figurent aussi de nombreux morceaux live. En 1re et 5e piste, on entend les reprises de Helter Skelter des Beatles au McNichols Arena à Denver et d’All Along the Watchtower de Bob Dylan au Justin Herman Plaza à San Francisco. Se trouve également les versions live du groupe comme Pride (In the Name of Love) à Denver et de I Still Haven't Found What I'm Looking For interprétée au Madison Square Garden avec The New Voices of Freedom, une chorale de Harlem. Enregistré encore lors du concert de Denver, Silver and Gold, est une ancienne chanson de U2 (la version originale se trouve sur l'album Sun City sorti en 1985), dont le thème est l'apartheid en Afrique du Sud. Par ailleurs, on trouve un extrait (de 38 secondes) de Freedom For My People, un blues chanté par un musicien de rue, un certain Sterling Magee. Enfin, en prélude à Bullet the Blue Sky (enregistré lors du concert à Tempe en Arizona en décembre 1987), U2 intègre un passage de The Star-Spangled Banner interprété par Jimi Hendrix au Festival de Woodstock en 1969.

### Pochette
De couleur noire, la photo de la couverture du disque (et de l'affiche du film), montre Bono dirigeant la lumière blanche de son projecteur sur The Edge, en train de jouer de la guitare pendant un live de Bullet the Blue Sky. « U2 fait son cinéma » comme le résume bien Rock & Folk en couverture de son magazine le 1er décembre 1988. La photographie avant de la pochette de l'album a été réalisée par le néerlandais Anton Corbijn tandis que celle arrière est l’œuvre de Colm Henry, Bill Rubenstein et Thomas Busler.

## Rareté
D'une durée de 3 min 15 s, la chanson Jesus Christ a été écrite pendant les sessions d'enregistrement de Rattle and Hum mais dans le seul but de l'inclure dans un hommage à deux légendes des États-Unis : Woodie Guthrie et Leadbelly. On peut l'écouter dans The Complete U2, la compilation « box set » du groupe irlandais sortie en 2004.

## Réception critique et commerciale
Les critiques à la sortie de Rattle and Hum sont assez mitigées. L'album obtient 3 étoiles et demi sur 5 dans le magazine Rolling Stone avec ce commentaire de Anthony De Curtis : « Dans son caractère inclusif et son énergie exaltante, Rattle and Hum couronne l’histoire de l’ascension de U2 de l’obscurité de Dublin à la célébrité internationale sur une note rauque et festive. » Plus enthousiaste, Jay Cocks du magazine Time qualifie Rattle and Hum de « meilleur album de rock live jamais réalisé ». Le New Musical Express lui décerne la note de 8/10 avec cette analyse de Stuart Bailie, le 15 octobre 1988 : « Il ne faut pas le prendre comme un disque réfléchi et arty. Voici, simplement la B.O d'un film de tournée, une foule d'impressions... un récit de voyage. » De son côté, David Stubbs dans le Melody Maker juge le disque en ces termes : « Tout en petites choses imparfaites, à la fois confus et trop assuré dans sa vision. Pourtant, même à présent, je ne peux pas totalement abandonner U2. En écoutant les grandes parties de guitare, m'enroulant dans des amoncellements de nuages noirs, je suis enivré, sentiment multiplié en sachant que c'est la musique de millions de gens. » En Irlande, Bill Graham de la revue Hot Press déclare qu'il s'agit du « disque le plus ambitieux » de U2 à ce jour. En France, Rock & Folk le désigne « album du mois ».
Certains magazines ou journaux ont reproché au groupe leurs reprises "prétentieuses" d'artistes prestigieux tels Jimi Hendrix, Bob Dylan (sur All Along the Watchtower) ou les Beatles (sur Helter Skelter). John Pareles du New York Times a accusé U2 d'être précieux et prétentieux, de piller la musique américaine au lieu de progresser grâce à elle. Plus durement, Village Voice qualifie Rattle and Hum de « disque atroce, enlisé dans une réalité présomptueuse et bancale et le je ne sais rien. » Enfin, pour le Washington Post, « le groupe réclame son entrée dans le panthéon de la musique un poil trop tôt ».
Danis le Guide 1996 du CD, on peut lire que Rattle and Hum est un « album fleuve mi-live, mi-studio, enregistré en majeure partie aux USA, sacrant en 1988 U2 plus grand groupe de rock du monde, tout simplement. Gros rock incontournable qui ne parvient pas à masquer une certaine tendance à l'auto-complaisance, voir l'indigence ».
Rattle and Hum a été no 1 des deux côtés de l'Atlantique et a été vendu, à ce jour, à environ 14 millions de copies à travers le monde. Aux États-Unis, le disque est resté no 1 pendant 6 semaines. Tous les singles de l'album se sont également bien vendus dans le monde entier notamment Desire, un immense tube mondial.
| Pays - Classements (1988) | Meilleure position | Certification | Ventes     |
| ------------------------- | ------------------ | ------------- | ---------- |
| Australie                 | 1                  |               |            |
| Autriche                  | 1                  |               |            |
| Canada                    | 1                  | 7 × Platine   | 700 000+   |
| Finlande                  |                    | Or            | 28 632     |
| France                    | 8                  | Or            |            |
| Allemagne                 | 1                  | Platine       |            |
| Pays-Bas                  | 1                  | Platine       |            |
| Suisse                    | 1                  | 2 × Platine   |            |
| Royaume-Uni               | 1                  | 4 × Platine   | 1 200 000+ |
| États-Unis                | 1                  | 5 × Platine   | 5 000 000+ |

| Année                                       | Titre                   | Meilleure position | Meilleure position | Meilleure position | Meilleure position | Meilleure position | Meilleure position | Meilleure position |
| Année                                       | Titre                   | AUS                | CAN                | IRE                | NZ                 | UK                 | US Hot 100 ,       | US Main Rock ,     |
| ------------------------------------------- | ----------------------- | ------------------ | ------------------ | ------------------ | ------------------ | ------------------ | ------------------ | ------------------ |
| 1988                                        | Desire                  | 1                  | 1                  | 1                  | 1                  | 1                  | 3                  | 1                  |
| 1988                                        | Angel of Harlem         | 18                 | 1                  | 3                  | 1                  | 9                  | 14                 | 1                  |
| 1988                                        | God Part II             | —                  | —                  | —                  | —                  | —                  | —                  | 8                  |
| 1989                                        | When Love Comes to Town | 23                 | 41                 | 1                  | 4                  | 6                  | 68                 | 2                  |
| 1989                                        | All I Want Is You       | 2                  | 67                 | 1                  | 2                  | 4                  | 83                 | 13                 |
| — indique que le titres n'a pas été classé. |                         |                    |                    |                    |                    |                    |                    |                    |

## Pochettes des 45 tours de l'album
Comme pour The Joshua Tree, chaque single de Rattle and Hum présente en photo un membre du groupe. Pour Desire c'est Larry Mullen Junior, Angel of Harlem c'est Adam Clayton, When Love Comes to Town c'est The Edge et All I Want Is You c'est Bono. Toutes les pochettes des singles sont de la même couleur que l'album, en noir et blanc. Enfin, les titres des chansons sur les pochettes des 45 tours sont écrits en rouge comme le nom inscrit sur l'album.

## Single récompensé
Lors de la 31e cérémonie des Grammy Awards le 22 février 1989 à Los Angeles, U2 reçoit pour Desire le prix de la "meilleure performance rock par un duo ou un groupe".

## Lovetown Tour
Cette mini tournée, prolongement du Joshua Tree Tour est composée de 47 concerts. Elle s'est déroulée du 21 septembre 1989 à Perth en Australie au 10 janvier 1990 à Rotterdam aux Pays-Bas. Elle a visité trois continents : l'Océanie, l'Asie (le Japon uniquement) et l'Europe. U2 a voulu éviter le passage aux États-Unis à cause de la mauvaise réception de leur album Rattle and Hum. Les Irlandais sont accompagnés sur cette tournée du légendaire B. B. King. Celui-ci ouvre avec son groupe les premières parties du Lovetown Tour et conclut les concerts de U2 sur quelques titres tels que When Love Comes to Town et Love Rescue me. La plupart des chansons de Rattle and Hum ont été interprétées, mais aussi quelques surprises comme le titre She's a Mystery To Me écrit par Bono et The Edge en février 1989 pour Roy Orbison et interprété notamment au Point Depot de Dublin en décembre de la même année. U2 passe dans la capitale française à deux reprises : les 11 et 12 décembre 1989 au Palais Omnisports de Paris Bercy.

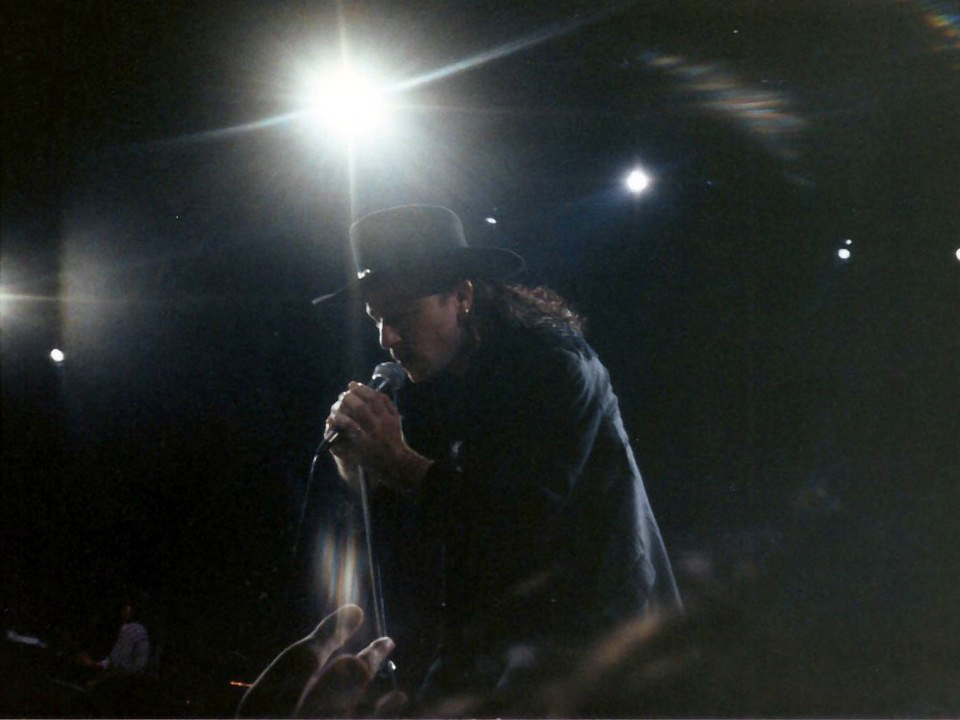
Bono lors du Lovetown Tour à Rotterdam le 6 janvier 1990.

## Liste des titres
Toutes les paroles sont écrites par Bono, toute la musique est composée par U2, sauf exception notées.
| 1.          | Helter Skelter (live à Denver)                                                        | Lennon/McCartney (paroles et musique)                              | U2                                | 3 min 07 s |
| 2.          | Van Diemen's Land                                                                     | The Edge (paroles et musique)                                      | U2                                | 3 min 06 s |
| 3.          | Desire                                                                                |                                                                    | U2                                | 2 min 58 s |
| 4.          | Hawkmoon 269                                                                          |                                                                    | U2                                | 6 min 22 s |
| 5.          | All Along the Watchtower (live "Save the Yuppie Free Concert" à San Francisco)        | Bob Dylan (paroles et musique)                                     | U2                                | 4 min 24 s |
| 6.          | I Still Haven't Found What I'm Looking For (live au Madison Square Garden à New York) |                                                                    | U2 avec The New Voices of Freedom | 5 min 53 s |
| 7.          | Freedom for My People                                                                 | Sterling Magee, Bobb Robinson et Macie Mabins (paroles et musique) | Sterling Magee & Adam Gussow      | 38 s       |
| 8.          | Silver and Gold (live à Denver)                                                       |                                                                    | U2                                | 5 min 50 s |
| 9.          | Pride (In the Name of Love) (live à Denver)                                           |                                                                    | U2                                | 4 min 27 s |
| 10.         | Angel of Harlem                                                                       |                                                                    | U2                                | 3 min 49 s |
| 11.         | Love Rescue Me                                                                        | Bono et Bob Dylan (paroles), U2 (musique)                          | U2 et Bob Dylan                   | 6 min 24 s |
| 12.         | When Love Comes to Town                                                               |                                                                    | U2 et B.B. King                   | 4 min 14 s |
| 13.         | Heartland                                                                             |                                                                    | U2                                | 5 min 02 s |
| 14.         | God Part II                                                                           |                                                                    | U2                                | 3 min 15 s |
| 15.         | The Star-Spangled Banner (Live)                                                       | John Stafford Smith (musique)                                      | Jimi Hendrix                      | 43 s       |
| 16.         | Bullet the Blue Sky (live au Sun Devil Stadium à Tempe)                               |                                                                    | U2                                | 5 min 37 s |
| 17.         | All I Want Is You                                                                     |                                                                    | U2                                | 6 min 30 s |
| 72 min 27 s |                                                                                       |                                                                    |                                   |            |

## Crédits
U2
- Bono – chant, guitare rythmique, harmonica
- The Edge – guitares, claviers, chœurs, chant sur Van Diemen's Land
- Adam Clayton – basse
- Larry Mullen Jr. – batterie, percussions

musiciens invités
- Brian Eno – synthétiseur sur Heartland
- Bob Dylan – orgue Hammond sur Hawkmoon 269, chœurs sur Love Rescue Me
- Benmont Tench – Orgue Hammond sur "All I Want Is You"
- Joey Miskulin – orgue Hammond sur "Angel of Harlem"
- B.B. King – guitare et chant sur When Love Comes to Town
- The Memphis Horns – cuivres sur Angel of Harlem et Love Rescue Me
- George Pendergrass, Dorothy Terrell – solistes vocaux
- The New Voices of Freedom – chœurs sur I Still Haven't Found What I'm Looking For
- Billie Barnum, Carolyn Willis et Edna Wright - chœurs sur "Hawkmoon 269"
- Rebecca Evans Russell, Phyllis Duncan, Helen Duncan - chœurs sur "When Love Comes to Town"
- Van Dyke Parks – arrangement de cordes sur « All I Want Is You »

Musiciens supplémentaires (enregistrements sur le terrain et sur les bandes)
- Satan & Adam (Sterling Magee et Adam Gussow) - chant, guitare, percussions et harmonica sur "Freedom for My People" (tiré d'un enregistrement sur le terrain)
- Jimi Hendrix - guitare électrique sur "The Star Spangled Banner" (provenant de Woodstock: Music from the Original Soundtrack and More tel que joué pendant le concert de U2 PA system)

Équipe de production et artistique
- Paul McGuinness – manager
- Jimmy Iovine – production
- Shelly Yakus, Rob Jacobs, David Tickle, Don Smith etThom Panunzio – mixage
- Anton Corbijn, Colm Henry, Bill Rubenstein, Thomas Busler - photographie

## Le film
Pour plus de détails, voir Fiche technique et Distribution.

### Analyse
Réalisé par Phil Joanou, le film montre des passages du Joshua Tree Tour de U2 ainsi que des moments plus intimes de la vie du groupe. De Dublin à Graceland, propriété d'Elvis Presley, on suit ainsi le groupe, accompagné du légendaire B. B. King pendant leur tournée triomphale aux États-Unis, depuis leur performance au stade géant en technicolor jusqu'à l'intensité du noir et blanc des spectacles en salle. Pour The Edge, « il est représentatif de ce que nous sommes, en tant qu'individus et en tant que musiciens. Et il montre bien ce que nous avons vécu lors de cette tournée. Il va permettre à beaucoup de personnes qui n'ont pas pu assister à nos concerts d'en profiter. »
Parmi les grands moments de ce périple musical, on entend la version live de Sunday Bloody Sunday en concert à Denver, le jour de l’attentat meurtrier d’Enniskillen le 8 novembre 1987 dans lequel onze personnes trouvèrent la mort sous les bombes de l’IRA provisoire. Le fameux « fuck the revolution » de Bono au milieu de la chanson, s’adresse aux Irlandais d’Amérique qui soutenaient les poseurs de bombes de l’époque. Citons également, la performance de l'Embarcadero Center de San Francisco, où U2 immobilise la circulation en donnant un concert improvisé en pleine ville. « Rock'n'roll stops the traffic », peut-on lire sur une statue. Un tag qui vaudra à Bono une réprimande, mais aussi la confirmation de son statut de chanteur engagé.
U2: Rattle and Hum est un échec critique et commercial. Il est jugé désastreux par certains journalistes. Le New York Times le qualifie d'opération de « pur égocentrisme. » Le film est retiré des salles aux États-Unis après seulement dix jours. Il est néanmoins réédité en DVD le 6 septembre 2001 avec quelques séquences supplémentaires. Le 26 octobre 2018, il est à nouveau projeté pour ses 30 ans à Dublin en présence de The Edge et d'Adam Clayton.

### Rattle and Humvu par Larry Muller Junior
« L'idée était de financer notre propre road-movie, explique le batteur de U2. Tout se passait bien, si ce n'est qu'on s'est mis à vouloir ajouter mille choses. Ce film est devenu un monstre […]. On a perdu le contact avec la réalité ».

### Fiche technique
- Titre original : U2: Rattle and Hum
- Réalisation : Phil Joanou
- Photographie : Robert Brinkmann (couleur), Jordan Cronenweth (N&B)
- Musique : U2
- Production : Michael Hamlyn
- Société de production : Midnight Films
- Distribution : Paramount Pictures
- Pays d'origine : États-Unis
- Langue originale : anglais
- Format : 1.85:1
- Genre : documentaire
- Durée : 99 minutes
- Dates de sortie[101] :

 Irlande : 27 octobre 1988
 Royaume-Uni,  États-Unis : 4 novembre 1988
 France : 23 novembre 1988

### Contenu
1. Helter Skelter (live)
2. Van Diemen's Land solo de The Edge (démo)
3. Desire (démo)
4. Exit / Gloria (live)
5. I Still Haven't Found What I'm Looking For (répétition avec the New Voices of Freedom)
6. Freedom for My People extrait, par Adam Gussow and Sterling Magee / "Silver and Gold" (live)
7. Angel of Harlem (démo)
8. All Along the Watchtower (live)
9. In God's Country (live)
10. When Love Comes to Town (duo avec BB King ; étude / répétition / concert)
11. Heartland
12. Bad / Ruby Tuesday / Sympathy for the Devil (live)
13. Where the Streets Have No Name (live)
14. MLK (live)
15. With or Without You (live)
16. The Star-Spangled Banner extrait, par Jimi Hendrix au concert de Woodstock / Bullet the Blue Sky (live)
17. Running to Stand Still (live)
18. Sunday Bloody Sunday (live)
19. Pride (In the Name of Love) (live)
20. All I Want Is You